# Пораке ямайський
Пора́ке ямайський (Siphonorhis americana) — вид дрімлюгоподібних птахів родини дрімлюгових (Caprimulgidae). Ендемік Ямайки. Імовірно, є вимерлим.

## Таксономія
Ямайський пораке був науково описаний шведським натуралістом Карлом Ліннеєм у 1758 році, в десятому виданні його праці «Systema Naturae» під назвою Caprimulgus americanus. Раніше, у 1725 році ямайський пораке був описаний англійським натуралістом Гансом Слоуном. Саме на описі Слоуна опирався Лінней при науковому описі виду. Англійський натураліст Джон Рей також описував ямайського пораке, спираючись на опис Ганса Слоуна.

## Опис
Ямайські пораке відомі лише за 4 зразками, які були зібрані в 1844, 1858, 1859 і 1860 роках. Довжина птаха становить 23-25 см. У самців верхня частина тіла рудувато-коричнева, поцяткована чорнуватими смужками. Плечі поцятковані темними плямками, боки поцятковані білими смужками. На задній частині шиї рудувато-охристий "комір". Підборіддя і верхня частина горла руді, нижня частина горла біла, груди руді, поцятковані вузькими коричневими смужками, живіт і боки охристі, поцятковані коричневими смугами і білуватими плямками. Хвіст рудувато-коричневий, поцяткований коричневими плямками і смужками, стернові пера (за винятком центральних) на кінці білі. Самиці мають менш руде забарвлення, нижня частина тіла у них більш плямиста, стернові пера на кінці охристі, на горлі білувата пляма.

## Поширення і екологія
Ямайські пораки були поширені на півдні Ямайки. Вони жили в сухих тропічних лісах і чагарникових заростях. Живилися комахами, яких ловили в польоті.

## Збереження
МСОП класифікує цей вид як такий, що перебуває на межі зникнення, однак птах не спостерігався з 1860 року. Якщо ямайські пораке і не вимерли, то їх популяція, імовірно, не перевищує 50 птахів. Імовіно, вони вимерли через появу на острові інтродукованих щурів (Rattus rattus та Rattus norvegicus)  і азійських мангустів (Herpestes auropunctatus), а також через знищення природного середовища.